# تپه زازل
تپه زازل مربوط به دوران‌های تاریخی پس از اسلام است و در شهرستان املش، بخش رانکوه، روستای زازل واقع شده و این اثر در تاریخ ۲ آبان ۱۳۸۲ با شمارهٔ ثبت ۱۰۶۷۴ به‌عنوان یکی از آثار ملی ایران به ثبت رسیده است.